# Trzech facetów z Teksasu
Trzech facetów z Teksasu – amerykański film komediowy z 1996 roku.

## Główne role
- Luke Wilson – Anthony Adams
- Owen Wilson – Dignan
- James Caan – pan Henry
- Ned Dowd – dr Nichols
- Shea Fowler – Grace
- Haley Miller – Bernice
- Robert Musgrave – Bob Mapplethorpe
- Brian Tenenbaum – H. Clay Murchison
- Jenni Tooley – Stacy Sinclair
- Stephen Dignan – Rob
- Lumi Cavazos – Inez

## Fabuła
Anthony Adams (Luke Wilson) cierpi na załamanie nerwowe i planuje ucieczkę ze szpitala psychiatrycznego. Pomaga mu w tym Dignan (Owen Wilson), któremu bardziej potrzebna jest pomoc psychiatry. Ucieczka kończy się sukcesem, bo... szpital ma charakter otwarty i każdy może wejść oraz wyjść, kiedy chce. Później dołącza do nich Bob i razem tworzą grupę rabusiów. Ale każdy ich skok kończy się wpadką. W końcu trafiają na prawdziwego kryminalistę – pana Henry'ego (James Caan). Ten proponuje im do wykonania pewną robotę.

## Nagrody i nominacje (wybrane)
MTV Movie Awards 1996
- Najlepszy nowy twórca – Wes Anderson